# Mathematik-Olympiade in Deutschland

Logo der Mathematik-Olympiade

Die Mathematik-Olympiade in Deutschland (kurz MO, offiziell nur als Mathematik-Olympiade bezeichnet) ist ein bundesweit durchgeführter Schülerwettbewerb in Deutschland im Fach Mathematik.

## Ablauf
Der bundesweit angebotene Wettbewerb gliedert sich in mehrere Runden und richtet sich an Schülerinnen und Schüler der Klassenstufen 3–13.

### Die Schul-, Regional- und Landesrunde
Die Organisation und Durchführung der ersten bis dritten Runde obliegt Beauftragten in den Ländern. In jeder Runde werden, nach Klassenstufen getrennt, Aufgaben aus verschiedenen Bereichen der Mathematik bearbeitet, deren Niveau von Runde zu Runde steigt. Alle Aufgaben der 1. Runde werden zentral vom Mathematik-Olympiaden e. V. gestellt. Jeweils die Besten qualifizieren sich für die nächste Runde. An der Schulrunde, welche meistens zu Hause als Hausaufgabenrunde geschrieben wird, nehmen jährlich weit über 200.000 Schüler teil.

### Die Bundesrunde
An der Bundesrunde im Mai oder Juni nehmen Mannschaften mit neun bis fünfzehn Schülerinnen und Schülern ab Klassenstufe 8 aus allen Bundesländern teil, diese werden von den jeweiligen Bundesländern ausgewählt. Schüler aus Klassenstufe 7 können allerdings als „Frühstarter“ teilnehmen und werden dann wie Achtklässler gewertet. Seit 2014 zählen auch fünf Gäste aus deutschen Auslandsschulen zu den Teilnehmern.
An zwei Tagen werden jeweils drei Aufgaben in viereinhalbstündigen Klausuren bearbeitet. Es werden Erste, Zweite und Dritte Preise im Verhältnis 1:2:3 vergeben, wobei 40 % der Schüler einen Preis erhalten sollen. Schüler, die dies nur knapp verpasst haben, werden mit Anerkennungen geehrt. Preisträger der Bundesrunde der Klassenstufen 9 bis 11, sowie besonders gute Preisträger aus Klassenstufe 8 qualifizieren sich zu den Auswahlklausuren für den Auswahlwettbewerb zur Internationalen Mathematik-Olympiade, diese finden im auf die Bundesrunde folgenden Dezember statt.
Die Bundesrunde findet jedes Jahr in einem anderen Bundesland statt. Die Austragungsorte der Bundesrunde seit 1991:
- 1991: Erfurt (Thüringen)
- 1992: Erfurt (Thüringen)
- 1993: Magdeburg (Sachsen-Anhalt)
- 1994: Magdeburg (Sachsen-Anhalt)
- 1995: Freiberg (Sachsen)
- 1996: Hamburg
- 1997: Velbert/Essen (Nordrhein-Westfalen)
- 1998: Ludwigsfelde/Potsdam (Brandenburg)
- 1999: Rostock (Mecklenburg-Vorpommern)
- 2000: Berlin
- 2001: Magdeburg (Sachsen-Anhalt)
- 2002: Hamburg
- 2003: Bremen
- 2004: Essen (Nordrhein-Westfalen)
- 2005: Saarbrücken (Saarland)
- 2006: München (Bayern)
- 2007: Karlsruhe (Baden-Württemberg)
- 2008: Dresden (Sachsen)
- 2009: Lübeck (Schleswig-Holstein)
- 2010: Göttingen (Niedersachsen)
- 2011: Trier (Rheinland-Pfalz)
- 2012: Frankfurt am Main (Hessen)
- 2013: Hamburg
- 2014: Greifswald (Mecklenburg-Vorpommern)
- 2015: Cottbus (Brandenburg)
- 2016: Jena (Thüringen)
- 2017: Bremerhaven (Bremen)
- 2018: Würzburg (Bayern)
- 2019: Chemnitz (Sachsen)
- 2020: Bonn (Nordrhein-Westfalen)
- 2021: Berlin
- 2022: Magdeburg (Sachsen-Anhalt)
- 2023: Berlin
- 2024: Flensburg (Schleswig-Holstein)
- 2025: Göttingen (Niedersachsen)

geplant:
- 2026: Hamburg

## Geschichte
Die erste Mathematik-Olympiade in der DDR fand 1961/62 als „Olympiade Junger Mathematiker“ statt. Seitdem gab es dort ab der 5. Klassenstufe Schul- und Kreisolympiaden, ab der 7. Klassenstufe Bezirksolympiaden und ab der 10. Klassenstufe DDR-Olympiaden, an der aber auch sogenannte Frühstarter aus tieferen Klassenstufen teilnahmen. Der DDR-Ausscheid fand zunächst in der Woche vor Ostern jeden Jahres in der Jugendhochschule „Wilhelm Pieck“ bei Berlin, später im Mai in Erfurt statt. Für die Schüler der 1. bis 4. Klassen gab es vorbereitend die einstufige von der ABC-Zeitung veranstaltete sogenannte ABC-Olympiade. Auf allen Ebenen gab es zur Unterstützung begabter Schüler Mathematikzirkel. Ein hoher Anteil der Teilnehmer der DDR-Olympiaden kam von den mathematisch ausgerichteten Spezialschulen und Spezialklassen an Universitäten oder Hochschulen. Über die Genese der Hochbegabung für MINT-Fächer wurde auch wissenschaftlich geforscht.
Nach der Wiedervereinigung Deutschlands entwickelte sich die Mathematikolympiade schnell zu einem bundesweiten Schülerwettbewerb. Seit 1994 ist der Mathematik-Olympiaden e. V. Träger des Wettbewerbs, der in Kooperation mit dem Talentförderzentrum Bildung & Begabung jährlich ausgeschrieben wird. Seit 1996 nehmen alle 16 Bundesländer an der Bundesrunde teil.
2020 und 2021 fand die Bundesrunde aufgrund der COVID-19-Pandemie nicht in Präsenz statt. Zur 60. Mathematik-Olympiade 2021 musste auch die dritte Runde (Landesrunde) in Thüringen von den Teilnehmern zu Hause bestritten werden.